# Роберт Чоу
Роберт Чоу (малай. Robert Choe, 13 січня 1940, Малакка — 21 січня 2025) — малайзійський футболіст, який грав у складі клубу «Мелака Юнайтед» та збірній Малайзії у 50—60-х роках ХХ століття.

## Футбольна кар'єра
Всю футбольну кар'єру клубного гравця Роберт Чоу провів у клубі «Мелака Юнайтед». Він грав у складі збірної Малайї, яка виграла Кубок Мердека у 1958, 1959 та 1960 роках. У 1959 році його викликали до молодіжної збірної на перший молодіжний чемпіонат Азії. 16 грудня 1961 року Роберт допоміг збірній Малайї виграти золоту медаль на Іграх півострова Південно-Східної Азії 1961 року (зараз Ігри Південно-Східної Азії) у Рангуні після перемоги над Бірмою у фіналі. Він також грав у збірній Малайї, яка виграла бронзові медалі на Азійських іграх 1962 року.
У 1962 році Роберту Чоу також запропонували пройти тренувальний збір (разом з Абдулом Гані Мінхатом) у клубах «Айнтрахт» (Франкфурт) і «Тоттенгем Готспур».
На Азійських іграх 1966 року в Бангкоку Роберту було надано честь стати капітаном національної збірної Малайзії, після яких він повідомив про завершення міжнародної арени у віці 26 років, щоб зосередитися на кар'єрі банкіра.

## Особисте життя
24 жовтня 1964 року, після одруження з Еліс Чо, у пари народилася пара синів, Фаріан Чо Чхон Хуа і Тімоті Чо Чхон Сенг. Фаріан був названий на честь воротаря збірної Німеччини на чемпіонаті світу 1962 року Вольфганга Фаріана, який став другом Роберта під час поїздки до Європи. Роберт Чоу сказав: «Фаріан був радий дізнатися, що я назвав свою першу дитину на його честь».

## Титули і досягнення
- Бронзовий призер Азійських ігор: 1962
- Переможець Кубка Мердека: 1958, 1959, 1960